# Phorinia velox
Phorinia velox là một loài ruồi trong họ Tachinidae.